# Большая Житомирская улица
Больша́я Жито́мирская у́лица (укр. Вели́ка Жито́мирська ву́лиця) — улица в Шевченковском районе города Киева, местность Старый город. Пролегает от Михайловской площади до Львовской площади.
Примыкают улицы Владимирская, Стрелецкая, Олеся Гончара, Сретенская и Рейтарская.

## История
Одна из древнейших улиц Киева. Возникла ещё в XI веке во времена Киевской Руси на дороге в Житомир.
В начале XIX века состояла из двух частей — нижней (от Козьего болота до Михайловской площади) и верхней — как Житомирская улица.
В 1830-е годы — неофициально, а в 1869 году — официально, нижняя и верхняя части улицы получили названия Малой и Большой Житомирской улиц соответственно (фактически улица была «разъединена» в 1857 году после завершения сооружения Присутственных мест).
В 1923—1941 и 1943—1944 годах — имела название улица Горовица (Горвица). Современное название восстановлено в 1944 году

## Учреждения
- № 2 — Дипломатическая академия Украины
- № 4 — Библиотека им. Леси Украинки
- № 6 — Старокиевская аптека (действует с 1871 года и является старейшей непрерывно действующей аптекой города)
- № 9 — Министерство регионального развития, строительства и жилищно-коммунального хозяйства Украины
- № 20в — Бизнес-центр «Панорама»
- № 26в — Детская музыкальная школа № 8
- № 33 — Торгово-промышленная палата Украины
- № 32 — Редакция журнала «Человек и закон»
- № 40 — Кинотеатр им. Чапаева (действует с 1912 года, первичное название — «Лира»)

## Здания, имеющие историческую ценность
- № 2 — бывшее реальное училище (1861), архитектор А. Беретти
- № 4 — жилое здание, где проживали выдающиеся деятели культуры (1857; 1883; 1895).
- № 6/11 — здание с Старокиевской аптекой (2-я пол. XIX в.)
- № 8'/14' — бывший доходный дом (1910), жилое здание, где проживали выдающиеся деятели культуры
- № 8а — бывший доходный дом (1908), арх. М. Бобрусов
- № 8б — бывший доходный дом (1904), архитектор И. Зекцер
- № 9  — здание бывшего Религиозно-просветительского общества (1903), арх. Е. Ермаков
- № 10 — бывший доходный дом (1909), арх. В. Николаев
- № 12 — бывший доходный дом (1904), арх. А. Кривошеев
- № 15/1 — здание причта Софиевского собора (1890), арх. Н. Н. Казанский
- № 17/2 — «Здание врача» (1930), архитектор — П. Алёшин
- № 25/2 — бывший доходный дом (1909), арх. И. Беляев
- № 28 — особняк (1890-е), арх. В. Николаев
- № 32 — доходный дом (1912), арх. И. Ледоховский
- № 38 — жилое здание (1899), арх. В. Николаев
- № 40 — доходный дом (1912)
- а также дома № 3, 6, 8/14, 13, 15, 16, 16а, 18, 19, 20а, 21, 23, 24, 26, 29, 30, 31, 34 — сооружены на границе XIX—XX в.

На стыке Большой Житомирской и Сретенской улиц с древних времён и до 1936 года находилась Сретенская церковь. Ныне там находится часовня Святого Серафима Саровского и отстраивается церковь.
В доме № 9 была обустроена домовая церковь Иоанна Златоуста.